# Skeleton nos Jogos Olímpicos
O skeleton fez parte dos Jogos Olímpicos de Inverno nas edições de 1928 e 1948, ambas em St. Moritz, e foi reintroduzido no programa olímpico nos Jogos de 2002, em Salt Lake City, sendo disputado até hoje.

## Eventos
| Evento    | 24 | 28 | 32 | 36 | 48 | 52 | 56 | 60 | 64 | 68 | 72 | 76 | 80 | 84 | 88 | 92 | 94 | 98 | 02 | 06 | 10 | 14 | 18 | 22 |
| --------- | -- | -- | -- | -- | -- | -- | -- | -- | -- | -- | -- | -- | -- | -- | -- | -- | -- | -- | -- | -- | -- | -- | -- | -- |
| Masculino |    | •  |    |    | •  |    |    |    |    |    |    |    |    |    |    |    |    |    | •  | •  | •  | •  | •  | •  |
| Feminino  |    |    |    |    |    |    |    |    |    |    |    |    |    |    |    |    |    |    | •  | •  | •  | •  | •  | •  |

## Quadro geral de medalhas
| Ordem | País                            | Medalha de ouro | Medalha de prata | Medalha de bronze |   |
| ----- | ------------------------------- | --------------- | ---------------- | ----------------- | - |
| 1     | USA Estados Unidos              | 3               | 4                | 1                 | 8 |
| 2     | GBR Grã-Bretanha                | 3               | 1                | 5                 | 9 |
| 3     | GER Alemanha                    | 2               | 3                | 1                 | 6 |
| 4     | CAN Canadá                      | 2               | 1                | 1                 | 4 |
| 5     | RUS Rússia                      | 1               |                  | 2                 | 3 |
|       | SUI Suíça                       | 1               |                  | 2                 | 3 |
| 7     | KOR Coreia do Sul               | 1               |                  |                   | 1 |
|       | ITA Itália                      | 1               |                  |                   | 1 |
| 9     | LAT Letônia                     |                 | 2                |                   | 2 |
| 10    | OAR Atletas Olímpicos da Rússia |                 | 1                |                   | 1 |
|       | AUS Austrália                   |                 | 1                |                   | 1 |
|       | AUT Áustria                     |                 | 1                |                   | 1 |
| 13    | CHN China                       |                 |                  | 1                 | 1 |
|       | NED Países Baixos               |                 |                  | 1                 | 1 |